# Joan Sans Mercadal
Joan Sans Mercadal   (Alaior, 1947 - Palma, 2011) era un mestre i educador menorquí. Professor de música i ciències socials al Col·legi Públic de Son Ferriol de Palma, és autor de l'estudi Els meus jocs. La creació de jocs a partir del folklore i la cultura de les Illes Balears (2005), arran del qual va rebre el premi Emili Darder de l'Obra Cultural Balear.
Va morir a Palma el 2 de febrer de 2011.